# Жюли, Брюно
Луи Ришар Брюно Жюли (фр. Louis Richard Bruno Julie, род. 11 июля 1978 года) — маврикийский боксёр, первый и единственный в истории страны призёр Олимпийских игр.
Брюно Жюли начал свою спортивную карьеру выступлением на Играх Содружества 2002 года, где сумел дойти до четвертьфинала. Четыре года спустя, на Играх 2006 года он победил Ммолоки Ногенга и сумел дойти до финала, проиграв лишь Акхил Кумару.
В 2007 году Брюно Жюли сумел завоевать бронзовую медаль Панафриканских игр и принял участие в чемпионате мира. Также в 2007 году он завоевал золотые медали чемпионата Содружества, чемпионата Африки, Африканского Кубка Наций и Игр Индийского океана.
18 августа 2008 года Брюно Жюли завоевал бронзовую медаль на летних Олимпийских играх 2008 года, став первым и пока единственным олимпийским призёром в истории Маврикия.